# Humanoides Asociados

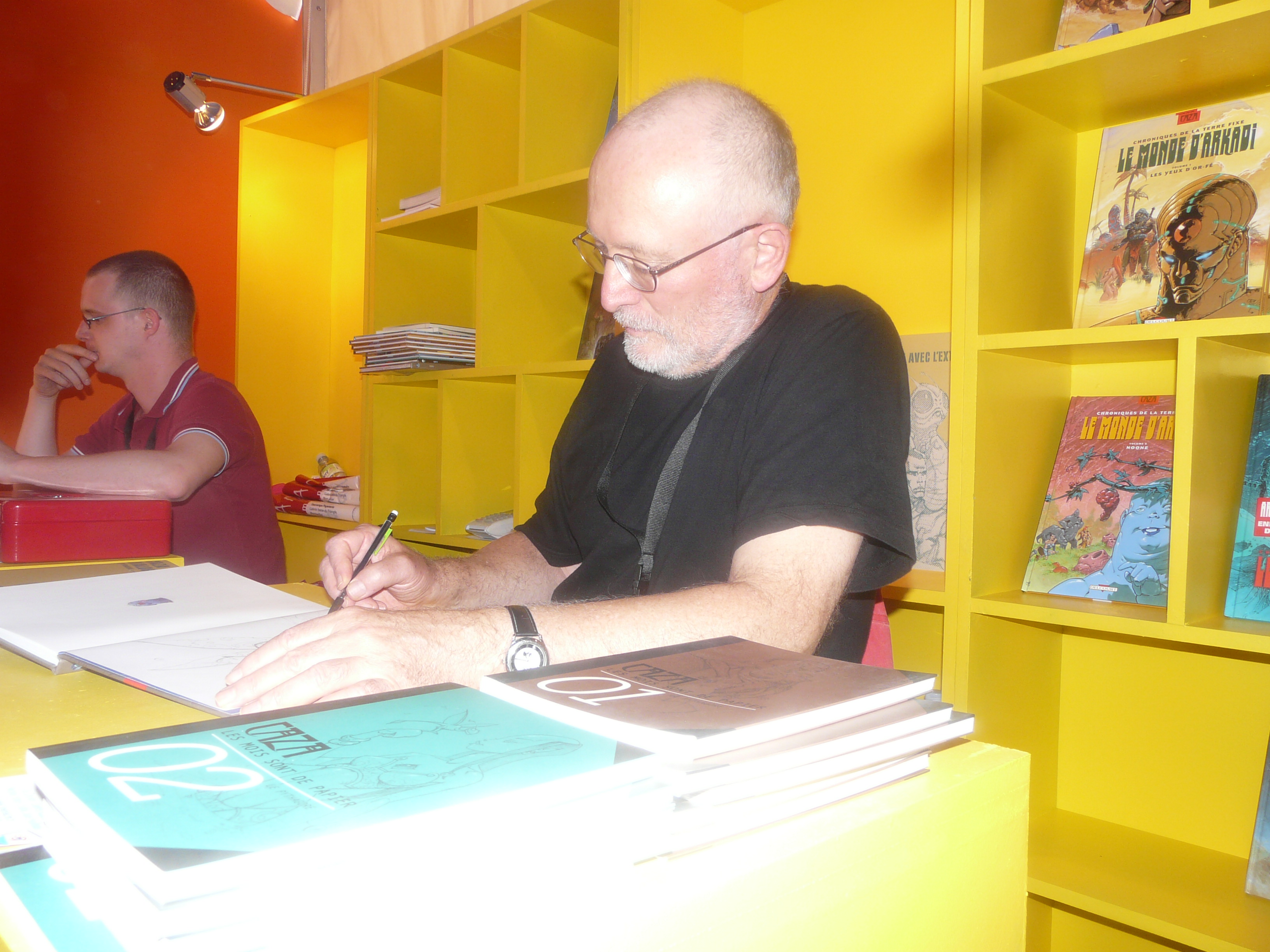
Philippe Cazaumayou (Caza) en 2008.

Les Humanoïdes Associés (Los Humanoides Asociados) es una agrupación francesa de historietistas, decantados por la ciencia ficción. Desarrollaron la revista Métal Hurlant, mundialmente conocida por su versión estadounidense, Heavy Metal.

## Historia
El grupo fue constituido por Jean-Pierre Dionnet, Philippe Druillet, Bernard Farkas y Jean Giraud el 19 de diciembre de 1974. Posteriormente se incorporó el chileno nacionalizado francés Alejandro Jodorowsky. Contó además entre otros con Enki Bilal, Milo Manara, Juan Giménez y Richard Corben. Más de 1000 dibujantes de 5 países diferentes colaboraron para sacar adelante el proyecto. 
Surgió con la aparición de "El Incal", y prosiguió con las subseries "Antes del Incal", "Después del Incal", "La casta de los Metabarones" y la saga Techno. Estuvo compuesta por historietas de ciencia ficción y de terror: 

"...Metal Hurlant no tenía ningún fin específico, fue creada como medio de expresión de Moebius, Phillipe Druillet y Jean-Pierre Dionnet fundamentalmente, aunque no existía una directiva de forma radical..." mientras otro interrumpía: "...claro, por eso se podían encontrar todos los discursos sociales, la apertura era su único presupuesto" ... "y la calidad, siempre".